# José González (muzyk)

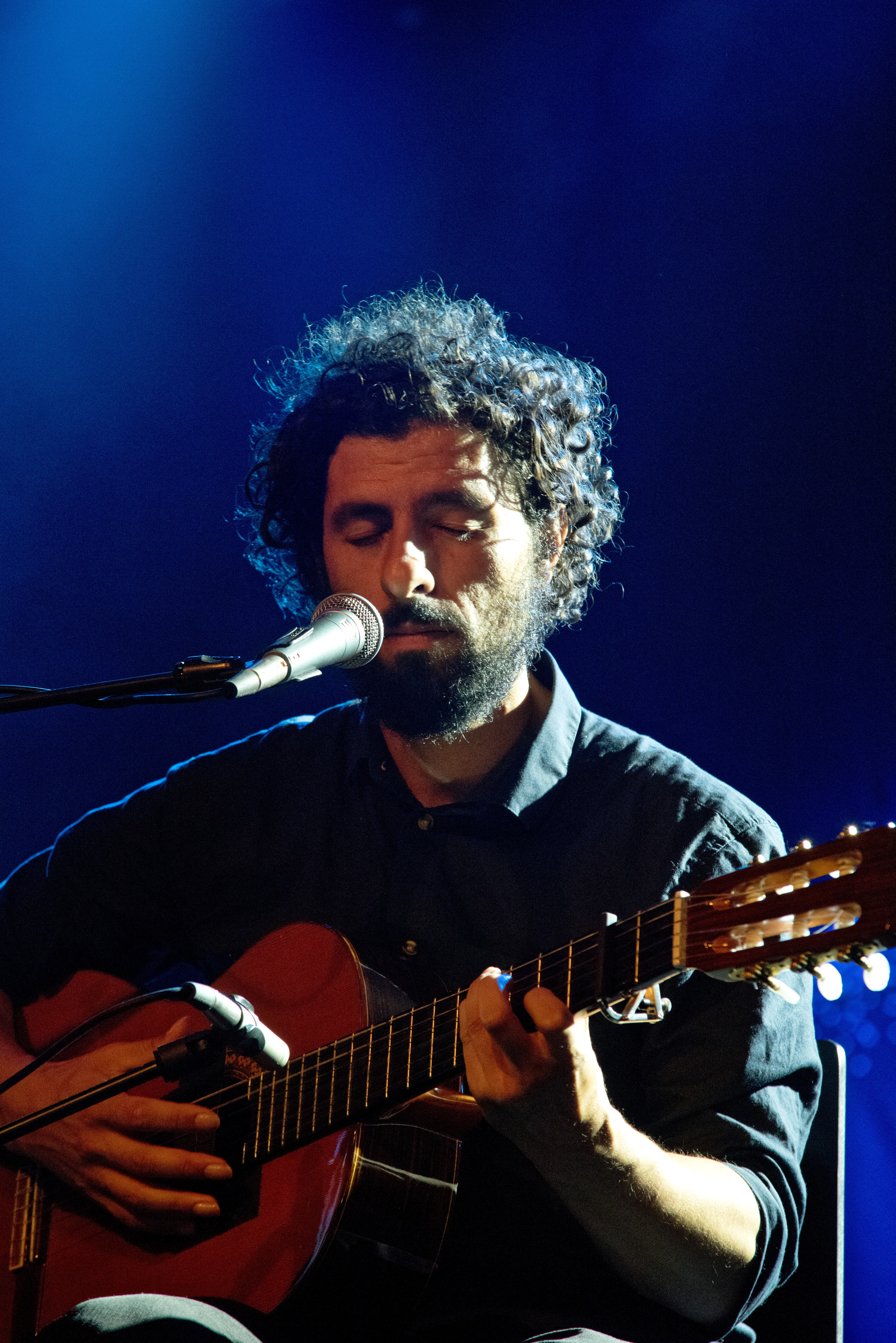
José González. Zelt-Musik-Festival 2017 Fryburg Bryzgowijski, Niemcy

José Gabriel González (ur. 31 lipca 1978 w Göteborgu) – szwedzki piosenkarz, gitarzysta i kompozytor argentyńskiego pochodzenia. Jego muzykę niektórzy krytycy porównują do twórczości duetu Simon & Garfunkel.
Utwór „Crosses” został użyty w amerykańskim serialu The O.C. oraz w grze Life Is Strange. Utwór „Heartbeats”, będący coverem piosenki grupy The Knife, został wykorzystany w reklamie Sony Bravia jako podkład muzyczny dla 250 000 kolorowych gumowych piłek skaczących po ulicach San Francisco, a także w serialu młodzieżowym One Tree Hill.
José González jest członkiem grupy Junip, do której należą też Elias Araya i Tobias Wintekorn.
Współpracował on również z grupą Zero 7 przy tworzeniu płyty „The Garden”.
José González wystąpił na pięciu koncertach w Polsce: 23 kwietnia 2008 w Poznaniu, 24 kwietnia 2008 w Warszawie, 15 maja 2010 w Katowicach oraz na Open’er Festival 4 lipca 2013 z zespołem Junip. W 2015 r. pojawił się ponownie w Polsce w dniu 3 lipca w ramach Opener Festival.

## Dyskografia
Albumy
| Veneer                      | - Data: październik 2003 - Wydawca: Imperial Recordings | 2 | 46 | —  | 11 | —  | —   | 7  | —   | - SWE: złota płyta |
| In Our Nature               | - Data: 24 września 2007 - Wydawca: Imperial Recordings | 8 | 69 | 11 | 32 | 25 | 126 | 19 | 132 |                    |
| Vestiges & Claws            | - Data: 17 lutego 2015 - Wydawca: Imperial Recordings   | 7 | 86 | 34 | —  | —  | —   | 49 | 72  |                    |
| "—" album nie był notowany. |                                                         |   |    |    |    |    |     |    |     |                    |

Minialbumy
| Crosses                     | - Data: czerwiec 2003 - Wydawca: Imperial Recordings | —  |
| Remain EP                   | - Data: styczeń 2004 - Wydawca: Imperial Recordings  | 28 |
| Stay in the Shade EP        | - Data: czerwiec 2004 - Wydawca: Imperial Recordings | 48 |
| Australian Tour EP          | - Data: 21 listopada 2005 - Wydawca: Cortex          | —  |
| In Our Nature Remixes       | - Data: 25 lipca 2008 - Wydawca: Peacefrog           | —  |
| "—" album nie był notowany. |                                                      |    |

Single
| "Heartbeats"                 | 2006 | 9  | — | 45 | 56 |
| "Crosses"                    | 2006 | —  | 4 | —  | —  |
| "Hand On Your Heart"         | 2006 | 29 | — | —  | —  |
| "Down The Line"              | 2007 | —  | — | —  | —  |
| "Killing For Love"           | 2007 | —  | — | —  | —  |
| "Teardrop"                   | 2007 | —  | — | —  | —  |
| "Far Away"                   | 2010 | —  | — | —  | —  |
| "—" singel nie był notowany. |      |    |   |    |    |